# Test socjometryczny
Test socjometryczny jest to rodzaj prostego kwestionariusza. Polega on na pytaniu każdego członka badanej zbiorowości, kogo chciałby mieć do towarzystwa w toku jakiejś czynności, a kogo nie.
Wybory i odrzucenia pozwalają na sporządzenie graficznych obrazów relacji interpersonalnych, które najczęściej przybierają postać tak zwanych socjogramów. Dane uzyskane dzięki kwestionariuszowi socjometrycznemu są także poddawane analizom statystycznym. Analizy statystyczne, posługując się odpowiednimi wskaźnikami pozwalają określić stopień ekspansywności grupy, spoistości grupy, zwartości grupy etc.
Analiza danych socjometrycznych dostarcza również informacji o pozycji każdej jednostki w grupie i podziałach na podgrupy tzw. kliki.